# 波爾克縣 (內布拉斯加州)
波爾克縣（英語：Polk County）是美國內布拉斯加州東部的一個縣。面積1,157平方公里。根據美國2000年人口普查，共有人口5,639人。縣治奧西歐拉 (Osceola)。
成立於1856年1月26日，縣政府成立於1870年。縣名紀念第十一任總統詹姆斯·諾克斯·波爾克。